# Sundsholms naturreservat
Sundsholm är ett naturreservat i Breareds socken i Halmstads kommun i Halland.
Naturreservatet bildades 1996 och omfattar 65 hektar. Det ligger öster om Simlångsdalen nära Mahult och gränsar i väster till Töddesjöns strand. Terrängen runt Sundsholm är starkt kuperad och här finns djupa skogar med gammal bok och tall men också solöppna hagmarker. Den högsta punkten är på 125 meter över havet. I branten ner mot sjön, som genomkorsas av djupa raviner, växer äldre bokskog. Längre upp i sluttningen växer gammal tallskog.